# 에스페란토 동사
에스페란토의 문법에서 동사(verbo)는 품사의 하나다. 서법과 시제에 따라 활용되지만, 주어나 목적어의 수 및 성에 따라 활용되지 않는다.
계사와 보조 동사를 포함한 모든 동사는 일관적으로 다루어지고, 규칙적으로 활용(inflekcio)된다. 평서문에서는 대체로 주어와 목적어(타동사의 경우) 사이에 오지만, 강조 및 시적 허용으로 어순을 바꿀 수 있다.

## 주어와 목적어
동사는 주어(subjekto)를 가질 수 있다. 주어는 항상 주격을 취한다.
La viro ridis. (*La viron ridis* 라고 해서는 안 된다.) →남자는 웃었다.
그러나 모든 동사가 주어를 가질 필요는 없다. 일정, 시간, 날씨, 계절, 거리, 명암 등 명확한 주어가 없는 경우에는 주어를 생략한다.
Pluvas! →비가 온다!
Estas la sepa. →일곱 시다.
또한 명령문에는 주어 vi 또는 ci를 생략할 수 있다. #명령법 참고.
일부 동사는 목적어를 가질 수 있다. 목적어를 가지는 동사는 타동사(transitiva verbo), 가지지 않는 동사는 자동사(netransitiva verbo)다.
Mi manĝas pomon. →나는 사과를 먹는다. (manĝi: 타동사)
La virino dormis. →그 여자는 잤다. (dormi: 자동사)

### 간접 목적어
간접 목적어(nedirekta objekto)를 쓰려면, 대체로 전치사 al로 시작하는 구로 놓는다. 다른 전치사구와 같이, 이 때는 주격을 쓴다.
Mi lavis al li la brakon. →나는 그의 팔을 씻었다. (직접 목적어: la brakon, 간접 목적어: li)
= Mi lavis lia brakon.
La virino donos plumojn al ŝia filo. →그 여자는 아들에게 펜들을 줄 것이다. (직접 목적어: plumojn, 간접 목적어: ŝia filo)
단, 전치사구 대신 그냥 명사구만으로 쓰는 경우도 있다. 이 때도 주격을 쓴다. 이 때, 어떤 경우에는 kiel구로도 쓸 수 있다. 이는 동격(同格, apozicio)이므로 직접 목적어와 같이 목적격을 쓴다.
Ni elektis ŝin kancelieron. →우리는 그녀를 총리로 뽑았다.
= Ni elektis ŝin kiel kancelieron.

### 계사와 서술 형용사
일부 동사는 목적격의 목적어 대신 형용사나 주격 명사구를 받기도 한다. 이런 동사를 계사(繫辭, 영어: copula)라고 한다. 주된 예는 esti(-이다)지만, 그 밖에도 fariĝi 등이 있다.
Li estas botisto. →그는 구두장이다.
Ŝi fariĝis blua. →그녀는 파랗게 변했다.
이 밖에도, 동사가 형용사를 받는 경우가 있다. 이를 서술 형용사(predikativa adjektivo)라 한다. 이 때, 형용사는 상황에 따라 주격일 수도, 목적격일 수도 있다.
Li preferis ĝin nigra. →그는 그것을 검은 색으로 원했다.
Li pentras ĝin nigran. →그는 그것을 검게 칠했다.

## 부정사
부정사(infinitivo)는 동사의 가장 기본적인 형태이며, 사전에 실려 있는 꼴(kapvorto)이다. 에스페란토의 부정사는 서법이나 시제를 지니지 않는다. 부정사의 쓰임새는 다음과 같다.
부정사는 명사구처럼 사용될 수 있다. 이 때, 보어를 붙이려면 (형용사를 쓰는 명사의 경우와 달리) 부사를 쓴다. 명사구로 사용되는 부정사에는 격이나 수를 표시하지 않는다.
Paroli estas facile, fari estas malfacile. →말하기는 쉽고, 행동하기는 어렵다.
Manĝi bone estas unu el mia celoj. →잘 먹는 것은 나의 목표 가운데 하나다.
이는 행위형 어미(-ado)의 접미로 만들어진 명사의 행위형과 비슷하나, 다음과 같은 차이가 있다. 부정사의 명사적 용법은 항상 누군가의 행위자를 상정하지만, 명사의 행위형은 (특별히 의미상으로 표지되지 않으면) 추상적 행위 자체를 의미한다.
Malbonaj infanoj amas turmenti bestojn. →불량한 아이들은 (그들 자신이) 동물을 학대하는 것을 좋아한다.
Malbonaj infanoj amas turmentadon de bestoj. →불량한 아이들은 동물 학대를 좋아한다.
위 두 문장의 경우 굳이 주를 달지 않는다면 동일하게 해석될 수 있다. 그러나 전자의 경우, 동물 학대의 주체는 특별한 표지가 없을 때는 '불량한 아이들'인 경우뿐이지만, 후자의 경우는 그 주체가 아이들이거나 그 외의 다른 사람들인 경우 모두를 포괄하게 된다.
부정사는 보조 동사(helpverbo)를 쓰는 복합 동사(kompleksa verbo) 구조에도 사용된다. 이는 〈보조 동사〉 + 〈부정사〉의 꼴이다. 보조 동사에는 devi, rajti, povi, deziri, voli, komenci, ĉesi 등이 있다. 복합 동사의 서법·시제 등은 보조 동사에 표시한다.
Mi povas paroli vian lingvon. →나는 당신의 언어를 말할 수 있다.
Vi volos reveni. →당신은 돌아 오길 원할 것이다.
Li devis maldungi ilin. →그는 그들을 해고했어야 했다.
마지막으로, 부정사는 다른 동사 없이 홀로 독립구로 쓰일 수도 있다. 이 때는 접속법적 또는 "-할 수 있다"는 의미를 가진다.
Ĉu esti aŭ ne esti, tiel staras / Nun la demando. 죽느냐 사느냐, 그것이 [지금] 문제로다. (햄릿, 자멘호프 역.)

## 서법과 시제
에스페란토에는 3개의 서법(敍法, modo)이 존재하는데, 이는 직설법(indikativa (aŭ reala, deklara) modo), 가정법(kondiĉa (aŭ imaga) modo), 명령법(imperativa (aŭ ordona) modo)이다. 직설법 동사는 시제(時制, tenso (aŭ tempo))를 지니는데, 이는 과거형, 현재형, 미래형 세 가지 가운데 하나다. 가정법과 명령법은 시제를 (문법적으로) 지니지 않는다.
동사의 서법과 시제는 다음 표에 따른 어미에 따른 활용(fleksio)으로 나타낸다.
| 형태        | 어미 | 뜻                             | 예제                                      |
| ----------- | ---- | ------------------------------ | ----------------------------------------- |
| 부정사      | -i   | -하다                          | lerni →배우다                             |
| 직설법 현재 | -as  | -한다                          | lernas →배운다                            |
| 직설법 과거 | -is  | -했다                          | lernis →배웠다                            |
| 직설법 미래 | -os  | -할 것이다                     | lernos →배울 것이다                       |
| 명령법      | -u   | -하라                          | lernu →배워라                             |
| 가정법      | -us  | -한다면, -했다면, -할 것이라면 | lernus →배운다면, 배웠다면, 배울 것이라면 |

### 직설법
직설법은 현실의 동작과 상태를 표현한다. 단순 시제 -as, is, -os는 현재, 과거, 또는 미래에 일어난 사건을 나타낸다. 현재형은 또한 일반적인, 항상 참인 사실을 나타내기도 한다. 또한, 현재형은 현재 진행 상태를 나타내기도 한다. (이 때는 의미의 명확성을 위해서는 nun과 같은 시간 부사를 삽입하는 것이 좋다.) 필요하면 복합 시제를 쓸 수 있는데, 이는 #복합 시제를 보라.
Mi estas studento. →나는 학생이다.
Ŝi nun legas [aŭ estas leganta] la libron. →그녀는 지금 책을 읽는다.
Li ĵus finos la laboron. →그는 곧 일을 마칠 것이다.

### 가정법
가정법은 현실에 어긋나는 가정을 나타내며, 주로 se(만약) 절에서만 쓰인다. 단, 오직 조건만을 나타내는 (즉, 실현될 가능성이 있는) se 절에서는 대신 직설법을 쓴다.
Se mi estus birdo, mi povus flugi en la ĉielon. →만약 내가 새라면, 나는 하늘을 날 수 있겠지.
그러나 Se ĝi estas birdo, ĝi povas flugi en la ĉielon. →만약 이것이 새라면, 이는 하늘을 날 수 있다. 에서는 "이것"이 새일 수 있으므로, 직설법을 쓴다.
단순한 가정법은 시제가 없지만, 엄격히 현재, 과거, 미래를 나타내고 싶을 때는 #복합 시제를 쓴다. 이 경우 분사 활용 후 그 어미를 -us로 두는 방법과, estus + 분사 꼴 모두가 가능하다. 분사는 과거분사, 현재분사, 미래분사를 취할 수 있다. 의미는, 과거분사의 경우 과거 사실에 반대되는 가정을 표현하기 위해 사용되고, 현재분사의 경우 현재 사실에 반대되는 진행상(相)을, 미래분사의 경우 (근)미래에 일어날 가능성이 극히 희박한 사건의 가정을 표현한다.
 Se mi estintus birdo, mi estus povinta flugi en la ĉielon. →만약 내가 새였다면, 나는 하늘을 날 수 있었겠지. (과거분사)

### 명령법
명령법은 명령, 의지, 요구, 금지 등의 의사를 나타낸다. 주어가 2인칭(ci, vi일 때는 (강조하는 경우를 제외하고) 주어를 생략한다.
Iru! →가라! (주어를 생략)
Vi iru! →너 가버려! (강조)
명령법의 시제 역시 분사를 이용하여 확장될 수 있으나, 독립적인 명령이나 권유에 사용되는 경우에는 이러한 용법은 거의 사용되지 않는다. 이러한 경우는 대부분 종속절에서 사용될 경우에 나타난다.
종속절에서는 요청·금지·요구·바람·충고·동의·거부·허락·의도·필요·질문 등의 맥락으로 명령법을 쓴다. 이 때는 명령법을 접속법(subjunktivo)으로 부르기도 한다.
Mi petis, ke li savu min. →나는 그에게 구해 달라고 부탁했다.
영어 "I begged that he save me."와 비교. (영어에서는 문법적으로는 맞지만 고어·문어적인 표현이다.)
Ĉu ni iru al la kinejo? →우리 영화관에 갈까?
Mi petegas, ke vi estu trankvilaj. →부탁하건대, 당신들 제발 조용히 해요.
이 때는 비교적 문어적인 용법이기 때문에, 복합시제 표현도 자유롭게 사용할 수 있다.
Ni intencas ke vi estu helpota. →우리는 당신을 도우려고 합니다.

## 분사
에스페란토의 분사(participo)는 3개의 상(相, aspekto)과 2개의 태(態, voĉo)로, 총 6가지의 형태가 있다. 상은 완료상(과거분사)·진행상(현재분사)·예정상(미래분사) 3가지, 태는 능동태(aktivo)·피동태(pasivo) 2가지다. 분사의 상과 태는 어미를 붙여 활용된다.
|      | 능동태            | 피동태               |
| ---- | ----------------- | -------------------- |
| 과거 | -inta →-했던      | -ita →-해졌던        |
| 현재 | -anta →-하고 있는 | -ata →-해지(고 있)는 |
| 미래 | -onta →(곧) -할   | -ota →(곧)-해질      |
과거분사는 해당 시점에 이미 완료된 사건을, 현재분사는 해당 시점에 진행되고 있는 사건을, 미래분사는 해당 시점에 벌어지지 않고 있으나 곧 벌어질 사건을 표현한다. 이는 많은 인도유럽어들이 조동사와 분사로 시제, 상, 태를 나타내는 것과 유사하다.
분사는 기본적으로 형용사로 쓰인다. 분사로 명사를 수식할 경우, 분사는 그 문장의 본동사의 시제를 기준으로 의미가 지정된다.
Mi malfermis la porton brulantan. →나는 타고 있는 그 문을 열었다
라고 할 때, 문이 타는 시점은 본동사의 시제에 따라 '과거'가 되고,
Mi malfermos la porton brulontan. →나는 (곧) 탈 그 문을 열 것이다
라고 할 때, 문이 타는 시점은 본동사의 시제에 따라 '미래'의 약간 이후가 된다.
분사의 형용사 어미 -a를 명사 어미 (-o로 바꾸어 분사명사를 만들 수 있다.
그 뜻은 분사의 원래 의미에 덧붙여 '-인 사람'이다.
esperi →희망하다 → esperanta →희망하고 있는 → esperanto→희망하고 있는 자
분사의 -a어미를 -e로 바꾸어 부사로도 쓴다. 이 때 주절의 주어와 분사의 동작주가 같으면 (이는 독립구로서는 영어에서 '분사구문'이라고 불리는 용법과 비슷하다.)
Elironte nian domon, li proksimiĝis al min. →곧 우리 집을 나설 것이었지만, 그는 내게 다가왔다.
Pluvonte, ni devas aĉeti pluvombrelojn. →비가 올 테니, 우리는 우산을 사야 한다.

### 비공식적 분사 형태
가끔씩 가정법적 분사 *-unta*, *-uta*를 볼 수 있으나, 이는 비공식적이고, 푼다멘토의 공식 문법에 포함되어 있지 않다.
*Ni serĉas personojn mortuntajn. 우리는 죽을 지도 모르는 사람들을 찾고 있다.
또한, 무시제 분사 *-enta*도 볼 수 있으나, 이 역시 비공식적이다. (-eta가 지소형 접미사로 사용되므로 피동분사는 없다.)
이상의 여러 분사들의 시간적 의미를 좀 더 쉽게 이해하기 위해 다음과 같은 예를 생각하자. 예컨대 냉전 시대에 미국과 소련은 각각
nacio faranta atombombon →핵무가를 만드는 국가
이었다. 반면, 몇십년 전 이스라엘이 핵무기를 개발하고 있을 무렵, 당시의 이스라엘은
nacio faronta atombombon →핵무기를 앞으로 만들 국가
이었다. 이스라엘은 지금
nacio farinta atombombon →핵무기를 만들었던 국가
이 되었다. 한편, 지금 상황에서 이란과 같은 경우 핵무기를 개발할 수 있을지도 모른다. 그러면 이 나라는
*nacio povunta fari atombombon* 핵무기를 만들 수 있을 지 모르는 국가
이 된다. 마지막으로, 이러한 표현들에서 '시간'적 의미를 없애고자 할 때는 '*nacio farenta atombombon*(핵무기 만드는 나라)'와 같이 쓰면 된다.

## 복합 시제
복합 시제는 상(aspekto)과 태(voĉo)를 포함하는 시제이다. 상은 완료상(perfekta, 영어: perfect), 진행상(progresa, 영어: progressive), 예정상(prospekta, 영어: prospective) 세 가지가 있고, 태는 능동태(aktiva)와 피동태(pasiva) 두 가지다. 문법적 시제 말고도, 동작류(Aktionsart)와 사동태(使動態, 영어: causative), 중간태(中間態, 영어: middle voice)를 접사로 나타낼 수 있다.
복합 시제를 표현하려면 두 가지 방법이 있다. 하나는 완곡법([[:en:periphrasis|periphrasis]])을 쓴 esti + 분사 형태이고, 다른 하나는 분사를 다시 동사처럼 활용시키는 것이다. 두 가지 방법은 동등하나, 첫 번째가 더 자주 쓰인다.
| 능동 | 과거                               | 현재                               | 미래                                      | 가정                                 | 접속                               |
| ---- | ---------------------------------- | ---------------------------------- | ----------------------------------------- | ------------------------------------ | ---------------------------------- |
| 완료 | estis -inta aŭ -intis -했었다      | estas -inta aŭ -intas -했던 상태다 | estos -inta aŭ -intos -했던 상태일 것이다 | estus -inta aŭ -intus -했던 상태라면 | estu -inta aŭ -intu -했었으라      |
| 진행 | estis -anta aŭ -antis -하고 있었다 | estas -anta aŭ -antas -하고 있다   | estos -anta aŭ -antos -하고 있을 것이다   | estus -anta aŭ -antus -하고 있다면   | estu -anta aŭ -antu -하고 있으라   |
| 기대 | estis -onta aŭ -ontis -하려 했었다 | estas -onta aŭ -ontas -하려 한다   | estos -onta aŭ -ontos -하려 할 것이다     | estus -onta aŭ -ontus 하려 한다면    | estu -onta aŭ -ontu -하려 하였으라 |
| 피동 | 과거                               | 현재                               | 미래                                      | 가정                                 | 접속                               |
| 완료 | estis -ita aŭ -itis -해졌었다      | estas -ita aŭ -itas -해졌던 상태다 | estos -ita aŭ -itos -해졌던 상태일 것이다 | estus -ita aŭ -itus -해졌던 상태다면 | estu -ita aŭ -itu -해졌었으라      |
| 진행 | estis -ata aŭ -atis -해지고 있었다 | estas -ata aŭ -atas -해지고 있다   | estos -ata aŭ -atos -해지고 있을 것이다   | estus -ata aŭ -atus -해지고 있다면   | estu -ata aŭ -atu -해지고 있으라   |
| 기대 | estis -ota aŭ -otis -해지려 했었다 | estas -ota aŭ -otas -해지려 한다   | estos -ota aŭ -otos -해지려 할 것이다     | estus -ota aŭ -otus 해지려 한라면    | estu -ota aŭ -otu -해지려 하였으라 |
예를 들어,
Mi estis manĝanta [aŭ manĝantis] pomon. 나는 사과를 먹고 있었다.
La popolo esperas ke li estu kuracita, sed neniu scias. 사람들은 그가 치료되었기를 바라지만, 아무도 (그가 치료되었는지) 모른다.
표에서 피동태로 표시된 형태는 오직 타동사로만 쓰일 수 있는 형태다. 자동사로는 쓰일 수 없다.
La pomo estas manĝata de mi. 사과는 나에 의하여 먹혔다.
*La virino estis dormata.* 는 비문.
이 말고도, 복합 시제 부정사 (-inti, -anti, -onti, -iti, -ati, -oti) 등이 가능하다.

### 복복합 시제
이 말고도, 동사 활용을 두 번 하여 -intatis, -otintos 등의 복복합 시제를 만들 수 있으나, 이는 거의 쓰이지 않는다. 이 가운데 비교적 흔한 경우는 과거 미래 완료 시제(-해져 있을 것이었다, 영어의 would have + 과거분사)인데, 이는 복복합 시제로 estis estonta -inta 또는 -intontis 등으로 쓸 수 있으나, 보통은 과거 기대 시제 (estis -onta, -ontis)나 미래 완료 시제 (estos -inta, -intos) 등으로 대체한다.

### 동작류
동작류(Aktionsarten)를 표현하기 위해서는 접사를 쓴다.
기동상(komenca aŭ inkoativa, ~하기 시작하다)을 표현하려면 ek- 접두사를 쓴다.
Li eksidis. 그는 앉기 시작했다. (과거 기동 시제)
자동사의 경우, -iĝi도 유사한 의미를 가진다.
sidi →앉다 → sidiĝi →앉기 시작하다, 앉게 되다 (≈ eksidi)
morti →죽다 → mortiĝi →(갑작스레) 죽게 되다 (≈ ekmorti)
미완료상(daŭra aŭ durativa, ~하는 도중이다)을 표현하려면 -adi 접미사를 쓴다.
Mi iradas. →나는 걷는 중이다. (현재 미완료 시제)
반복상(ripeta aŭ iterativa, 거듭 ~한다)을 표현하려면 re- 접두사를 쓴다.
Ŝi rebatis ŝian katon. →그녀는 고양이를 거듭 때렸다. (과거 반복 시제)
결과상(fina aŭ perfektiva,  ~함을 끝낸다)을 표현하려면 el- 접두사를 쓴다.
Li ellernis la lernolibro. →그는 교과서를 완전히 습득했다. (과거 결과 시제)

### 중간태와 사동태
문법적으로 취급되는 두 태 (능동태와 피동태) 말고도, 접사를 통해 중간태와 사동태 등을 나타낼 수 있다. 중간태는 피동태와 의미상 비슷하지만 주어를 암묵적으로 가정하지 않고, "아무런 주어 없이, 스스로" 등의 가능성을 내포한다. 타동사를 중간태로 나타내려면 접미사 -iĝi를 붙인다. 대신 보조 동사 iĝi를 써도 좋다.
fermi →열다 → fermiĝi →열리다 (≈ iĝi fermita)
vendi →팔다 → vendiĝi →팔리다 (≈ iĝi vendita)
사동태는 주어가 목적어에게 무언가를 시키거나 명령하는 태다. 사동태를 쓰려면 접미사 에스페란토: -igi를 붙인다. 자동사의 사동태는 "A가 X를 하다"를 "B가 A를 X하게 하다"로 바꾼다. 즉, 원래 동사의 주어는 사동태화한 동사의 목적어가 된다.
Li mortis. →그가 죽었다.
Ŝi mortigis lin. →그녀가 그를 죽였다.
이 때 재귀대명사 si를 쓰면 일종의 재귀태(영어: reflexive)가 된다.
Li mortigis sin. →{{{1}}}
타동사의 사동태는, "A가 B를 X하게 하다"를 "C가 A를 B에게 X하게 하다"로 바꾼다. 이 때, 사동태화한 동사의 목적어는 원래 동사의 주어가 될 수도 있고, 원래 동사의 목적어가 될 수도 있다. 나머지 명사구(주어나 목적어)는 부사구로 표시하거나 생략한다.
Li scias ĝin. 그는 그것을 안다.
Mi sciiĝis li pri ĝi. →나는 그가 그것을 알게 만들었다 [그에게 그것에 대해 알려 주었다].
= Mi sciiĝis ĝin al li.
= Mi iĝis lin scii ĝin.
= Mi iĝis ĝin sciita de lin.
태를 나타내는 접미사를 조합하여 더 복잡한 태를 만들 수 있다. 흔히 쓰이는 경우는 사역 피동인데, 이 경우는 사동태와 중간태를 조합하여 -igiĝi나, 사동태와 피동태를 조합하여 -igati, -igiti 등으로 쓸 수 있다.
Li mortigiĝis [aŭ mortigitas, estas mortigita]. →그는 (누군가에 의해서) 죽여졌다.

## 참고 문헌
- Kalocsay, Kálmán; Gaston Waringhien (1985). 《Plena Analiza Gramatiko de Esperanto》 5판. Universala Esperanto-Asocio.
- Bertilo Wennergren, Plena Manlibro de Esperanta Gramatiko, version 15
- Ivy Kellerman, A Complete Grammar of Esperanto, 1910. Reprinted in 2006, Bibliobazaar.
- 이영구 (2006). 《첫걸음 에스페란토》. 한국외대출판부.
- Wells, John C. (1991). 《에스페란토의 언어학적 연구》. 翰信文化社.